# UCI Orient
A UCI Orient é uma empresa do ramo de exibição cinematográfica, formada por meio de um empreendimento conjunto entre a Orient Cinemas, sediada em Salvador, e a UCI Cinemas, sediada no Rio de Janeiro. Mantém a liderança de total de salas, público e renda na sua área de atuação desde sua fundação e seus três complexos, todos localizados na capital baiana, totalizam 26 salas, representando uma média de 8,67 salas por complexo. Em 2014, os seus mais de 2,5 milhões de espectadores fizeram com que suas salas de exibição tivessem a maior taxa de ocupação em todo o país, da ordem de 97 429 ingressos por sala.
Suas 6 108 poltronas perfazem uma média de 234,92 assentos por sala, uma das maiores do país.

## História

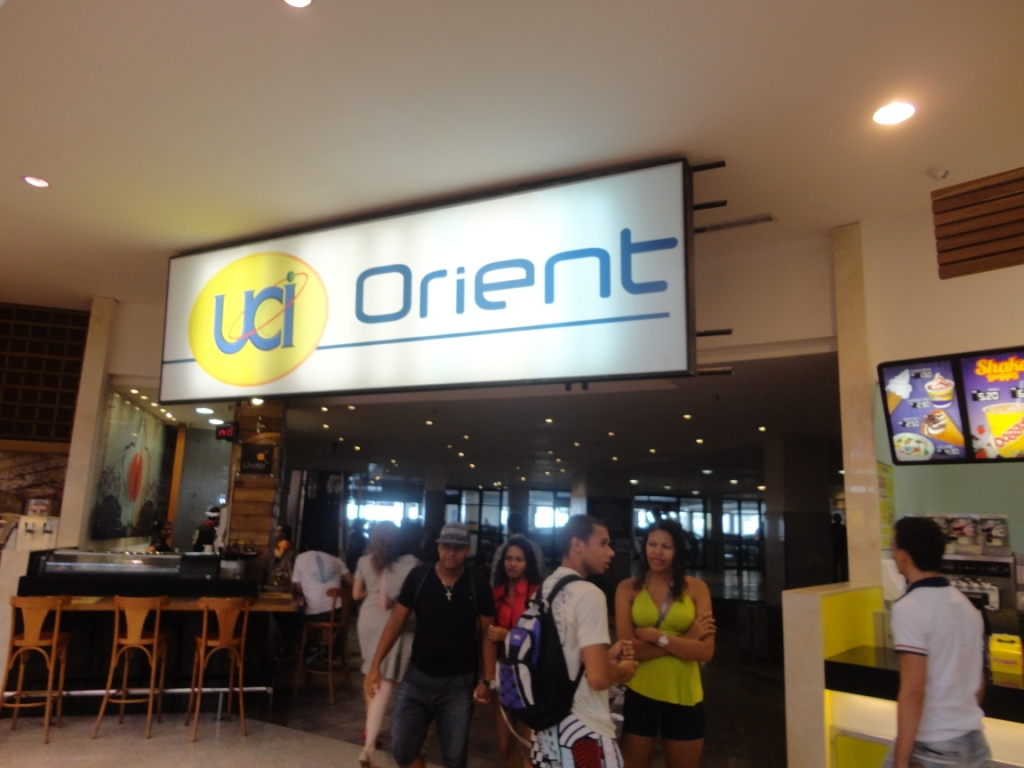
Fachada do UCI Orient Iguatemi em Agosto de 2012

A parceria UCI Cinemas e Orient Cinemas começou a ser negociada desde a chegada da UCI no Brasil em junho de 1996, mas consolidou-se com a inauguração do seu primeiro complexo, o UCI Orient Shopping Iguatemi, em 11 de julho de 1998, mais tarde renomeado com UCI Orient Shopping da Bahia. Com doze salas, este foi o primeiro complexo de cinemas do tipo multiplex da região Nordeste e segundo do Brasil. Assim, logo assumiu a liderança nacional de público até a inauguração do maior megaplex do país, o UCI New York City Center, localizado no Rio de Janeiro e detentor de 18 salas, permanecendo entre os três maiores nos anos seguintes, ora na segunda, ora na terceira colocação.
Este complexo de cinemas, que inicialmente foi nomeado Multiplex Iguatemi, foi também um dos primeiros do Brasil, que adentrava aos poucos no mercado das múltiplas salas, com arquibancada no formato stadium e tela wall-to-wall, ocupando toda a largura da parede. Ao primeiro cinema do empreendimento conjunto se juntou aquele instalado no Shopping Paralela, inaugurado em outubro de 2009. Como diferencial, implantou em agosto de 2014 o "Cine Vizinhança", projeto que concede descontos nas terças-feiras aos moradores das proximidades.
Em outubro de 2013, foi aberto no Shopping Barra o terceiro complexo da rede, dispondo de sala no formato de tela larga, imagem em 3D e som de alta potência, gerando sensação de imersão no filme. Foi a segunda sala do gênero na cidade do Salvador, tendo em vista que a rede Cinépolis já havia disponibilizado no seu complexo do Shopping Bela Vista. Já as salas de luxo (três no total) foram as primeiras na cidade a oferecer este tipo de serviço, que conta com poltronas reclináveis, descansador de pés, menu contendo variadas de opções gastronômicas e serviço de garçom.

## Modernização e rankings

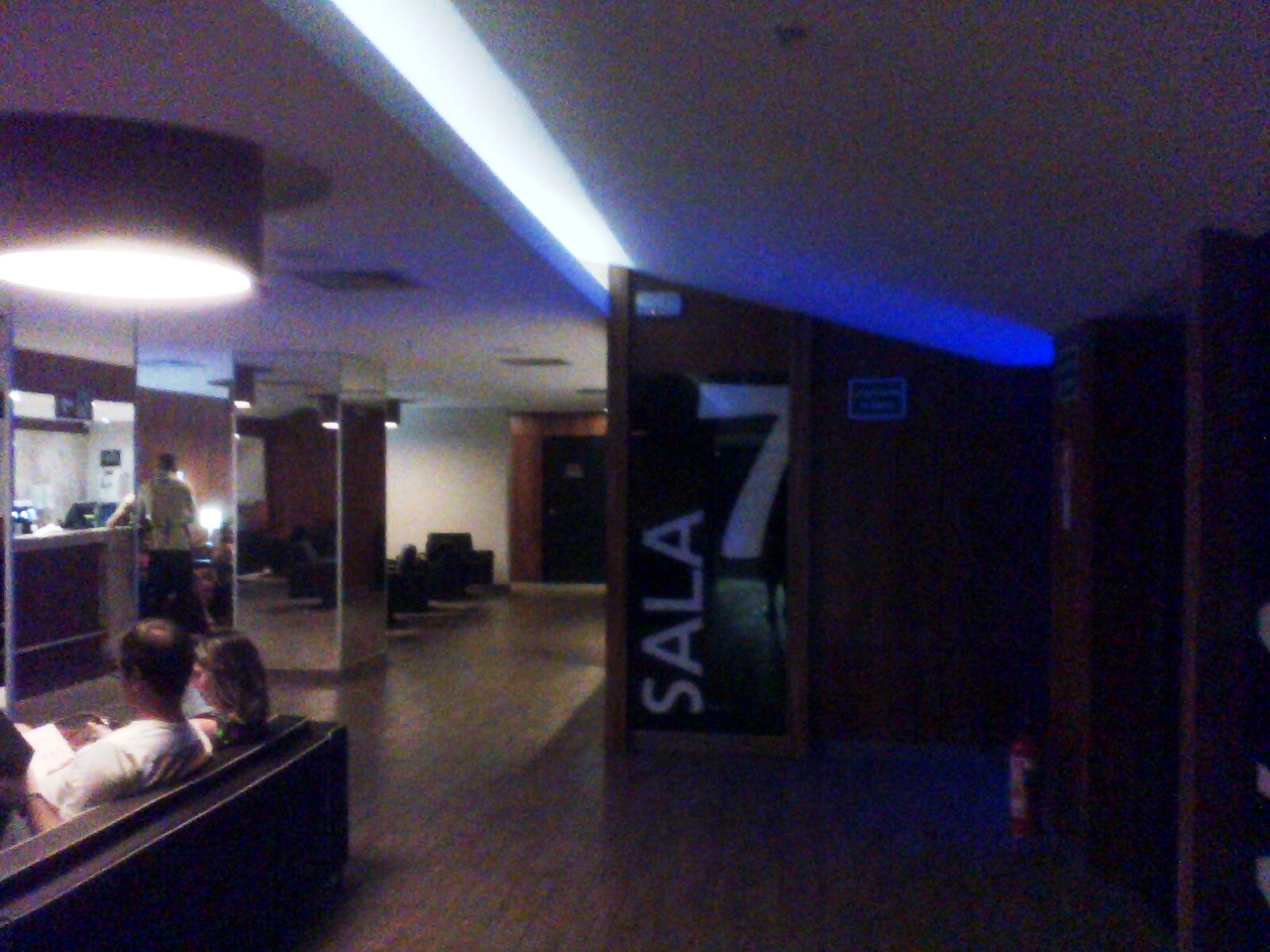
Interior do espaço DeLux UCI Orient localizado no Shopping Barra

De acordo com a ANCINE, a UCI Orient deteve em 2014 a maior média de público para o cinema nacional: 20,7% dos ingressos vendidos naquele ano foram adquiridos para a fruição de produções cinematográficas brasileiras. O segundo lugar foi ocupado pela UCI Kinoplex, empreendimento conjunto formado entre a UCI Cinemas e o Grupo Severiano Ribeiro.
A empresa detém a maior média de salas por complexo entre as redes de cinema brasileiras, de acordo com o portal Filme B. Ocupou o 24.º lugar entre os maiores exibidores brasileiros por numero de salas em 2012 (participação de 0,29% do mercado brasileiro), o 20.º lugar em 2013 (participação de 0,4% do mercado), o 21.º lugar em 2014 (quando manteve a mesma participação de 0,4%).
Encerrou o ano de 2015 na 22.ª colocação, com as suas salas totalmente digitalizadas - os antigos projetores de 35 milímetros foram substituídos por equipamentos computadorizados.

## Controvérsias

### Disputa judicial com o ECAD
Em 1998 o Escritório Central de Arrecadação e Distribuição (ECAD) entrou em processo contra a a UCI Orient para cobrança pelas músicas executadas nos filmes em exibição. Àquela época a legislação vigente não regulamentava esta cobrança, mas o ECAD vinha obtendo vitórias através de diversas ações na justiça contra os exibidores, o que gerou o fechamento do complexo do Shopping Iguatemi por uma semana à partir de 9 de março de 2007. O fato teve ampla repercussão pelo país, sendo matéria de O Globo, para quem as disputas judiciais neste sentido remontam à década de 1980. Na liminar proferida em favor do escritório de direitos autorais, a juíza determinou que o cinema solicitasse autorização prévia para execução das músicas encartadas nos filmes, pagando uma um valor a título de garantia mínima pelos direitos das obras.

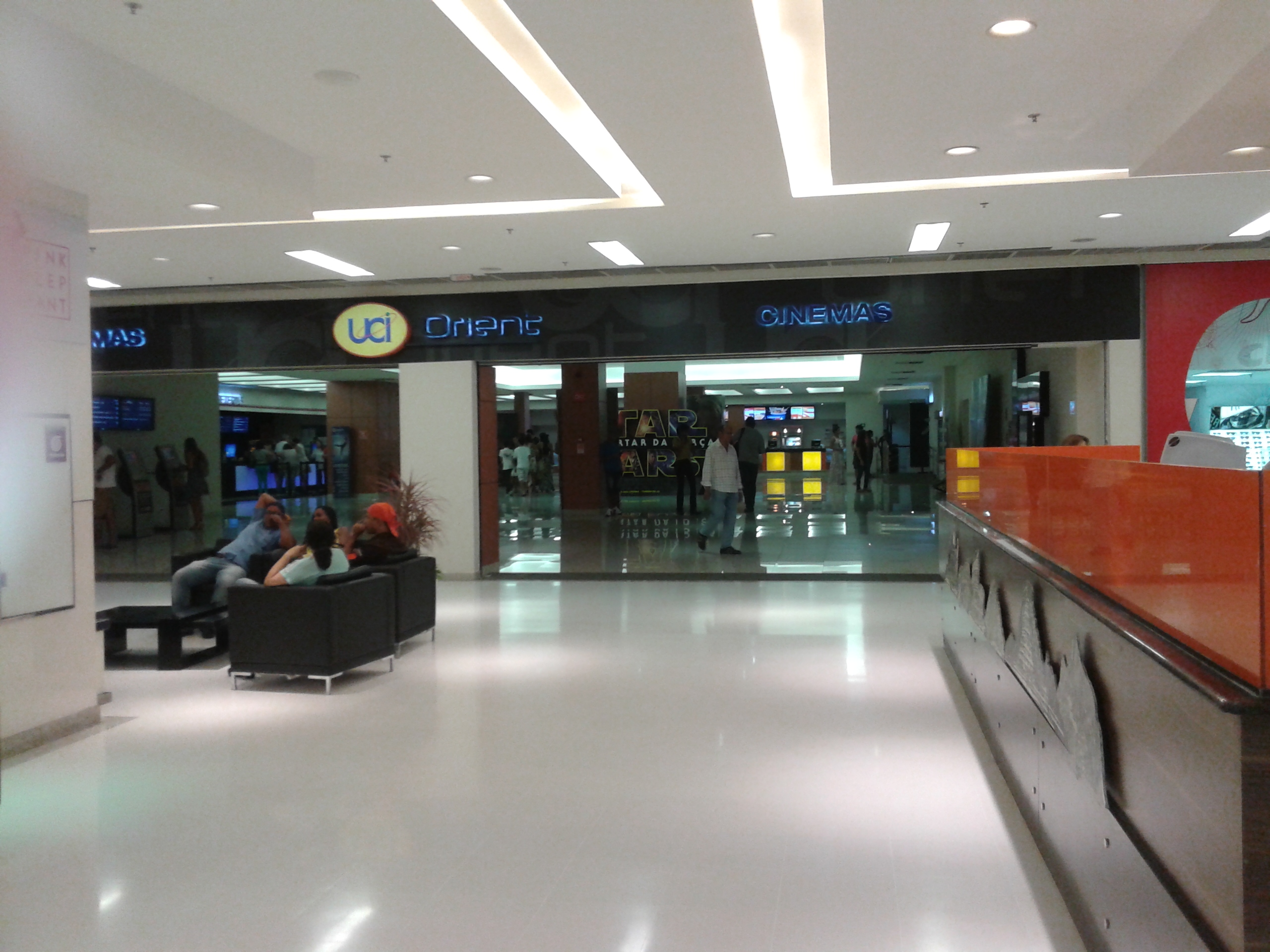
Vista da área externa do UCI Orient localizado no Shopping Barra

De acordo com o advogado que representava o complexo cinematográfico, a UCI Orient procurou o ECAD para solicitar tal autorização e pagar a garantia mínima, mas o pedido foi negado, pois aquele escritório de direitos autorais teria exigido o pagamento dos direitos acumulados desde 1998, ano da inauguração do complexo, além de multa equivalente a 20 vezes o valor dos direitos acumulados. A defesa também alegava a existência de uma decisão antiga do Supremo Tribunal de Justiça que desobrigava os exibidores cinematográficos do pagamento de tal multa, uma vez que, pois de acordo com o Artigo 109 da Lei Autoral, a multa vale para veiculação da obra sem autorização, e os contratos dos produtores cinematográficos com os músicos já contemplariam tal autorização.
Outra contestação do mercado exibidor era a alíquota estabelecida pelo ECAD, da ordem de 2,5%, e sua forma de cobrança, que envolve todos os recursos da bilheteria e não apenas a parte do exibidor, que é de 50% (a outra metade da bilheteria é repassada para a empresa distribuidora), gerando sobretaxação. Para o ECAD, entretanto, acolher tal argumento seria reduzir a taxa de 2,5% para 1,25%. Em seu projeto de lei para regulamentar a cobrança, o senador Ney Suassuana alegou que a maioria da películas no Brasil era de origem estrangeira, e que a legislação dos outros países não determinava o repasse ao país de direitos autorais relativos às musicas tocadas em filmes brasileiros exibidos no exterior. Para o ECAD, isentar as películas estrangeiras seria um privilegio inaceitável, uma "afronta à constituição".
Em maio de 2007 houve nova ameaça de fechamento do cinema e penhora dos bens da empresa, em virtude dos considerados pendentes. Tal fechamento não ocorreu e não foi divulgado o acordo estabelecido entre as partes.

### Interdição no Shopping Paralela
Em 20 de abril de 2012, o complexo do Shopping Paralela e outros 14 estabelecimentos daquele centro comercial foram interditados por supostas irregularidades no Termo de Viabilidade e Localização (pré-licenciamento que autoriza o funcionamento de empresas e quaisquer instituições) e ausência de projeto de segurança contra incêndio e situações de pânico. A empresa recorreu à justiça, e o cinema voltou a funcionar no dia seguinte. No início de junho do mesmo ano a liminar que garantia o funcionamento foi cassada e o cinema foi novamente interditado.
De acordo com o órgão municipal de licenciamento, o shopping não havia cumprido as condicionante exigidas para o "habite-se" definitivo. Em 15 de junho, foi novamente reaberto, não sendo registrados novas paralisações desde então.

## Público total

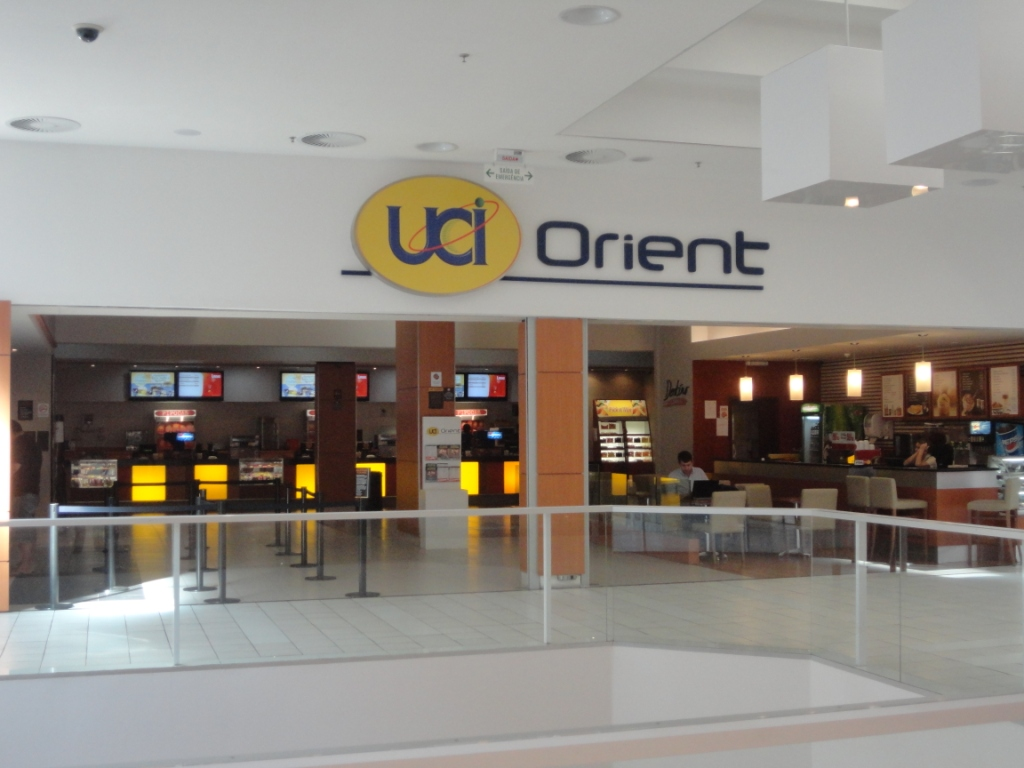
Area externa do UCI Orient Shopping Paralela

Abaixo, a tabela de público e sua evolução de 2008 até 2019, considerando o somatório de todas as suas salas a cada ano. A variação mencionada se refere à comparação com os números do ano imediatamente anterior, onde é possível perceber um crescimento de 43,51% no período mostrado.
Os dados foram extraídos do banco de dados Box Office do portal de cinema Filme B, sendo que os números de 2014 e 2015 tem como origem o Database Brasil. Já os dados de 2016 em diante procedem do Relatório "Informe Anual Distribuição em Salas Detalhado", do Observatório Brasileiro do Cinema e do Audiovisual (OCA) da ANCINE.
| Ano  | Público total | Ranking no país | Fatia do mercado | Variação |
| ---- | ------------- | --------------- | ---------------- | -------- |
| 2008 | 1 265 615     | 15.º            | 1,48%            | ano-base |
| 2009 | 1 459 665     | 15.º            | 1,29%            | 15,36%   |
| 2010 | 2 106 236     | 15.º            | 1,56%            | 44,30%   |
| 2011 | 2 270 263     | 15.º            | 1,60%            | 7,79%    |
| 2012 | 2 191 116     | 15.º            | 1,47%            | 3,49%    |
| 2013 | 2 213 247     | 15.º            | 1,46%            | 1,01%    |
| 2014 | 2 533 133     | 14.º            | 1,61%            | 14,32%   |
| 2015 | 2 301 503     | 15.º            | 1,35%            | 9,14%    |
| 2016 | 2 304 841     | 15.º            | 1,26%            | 0,15%    |
| 2017 | 2 012 313     | 16.º            | 1,12%            | 12,69%   |
| 2018 | 1 938 172     | 16.º            | 1,16%            | 3,68%    |
| 2019 | 1 816 314     | 18.º            | 1,03%            | 6,29%    |